# Vairagya
Das Sanskritwort Vairagya ist ein wichtiger Begriff in der Philosophie des Hinduismus, der in etwa mit Leidenschaftslosigkeit, Wunschlosigkeit, Verhaftungslosigkeit, Losgelöstheit und Entsagung übersetzt werden kann. Vairagya ist eine essentielle Vorstufe auf dem Weg zur Befreiung (Moksha).

## Etymologie

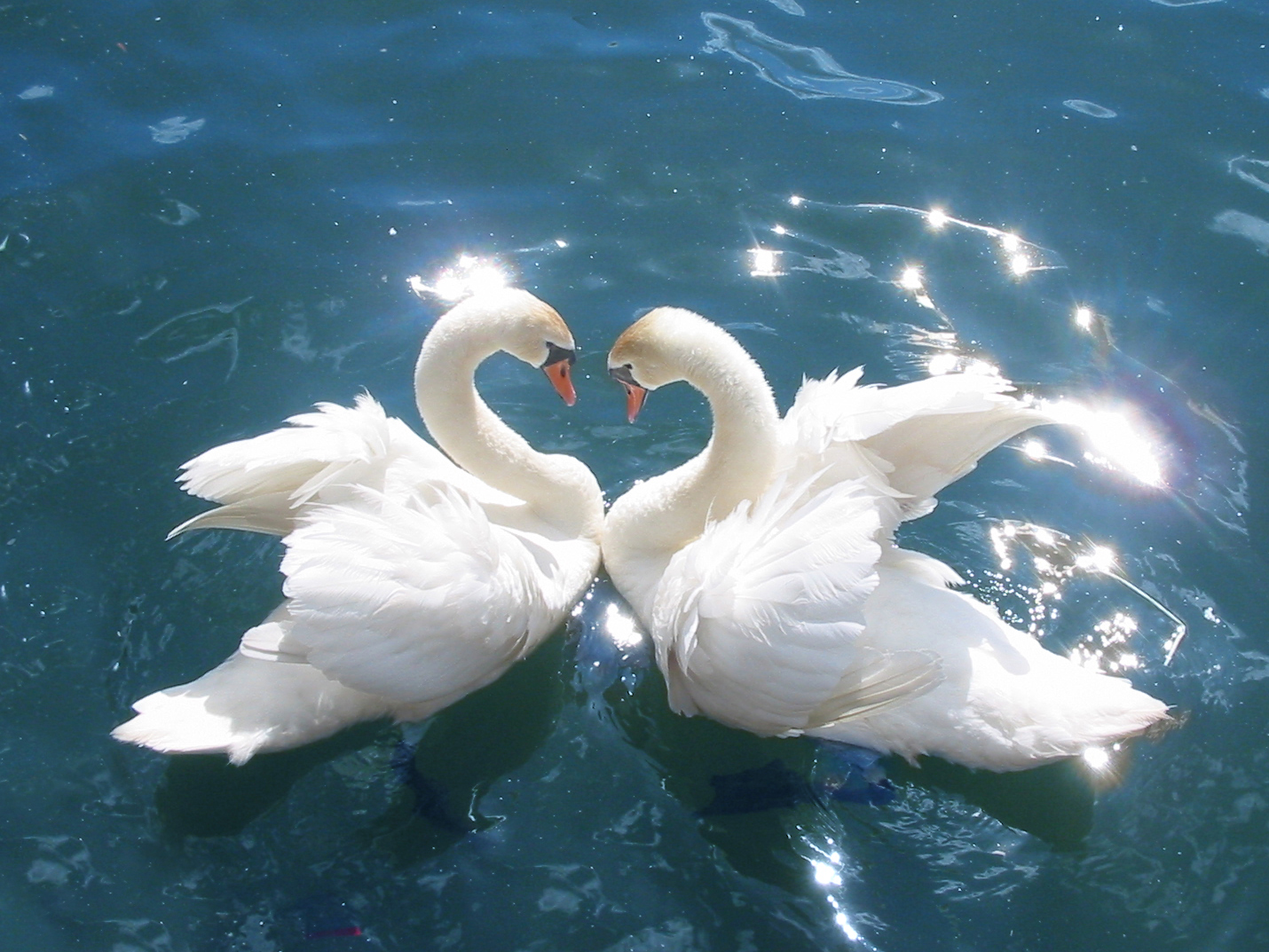
Schwäne (Cygnus olor) – Symbole für Reinheit und Transzendenz im Vedanta

Das abstrakte Substantiv vairāgya – वैराग्य – leitet sich ab von virāga, das seinerseits aus der Vorsilbe vi –  वि – (ohne) und rāga – राग –  (Leidenschaft, Gefühl, Emotion, Interesse) zusammengesetzt ist. Vairāgya lässt sich somit als asketisches Desinteresse übersetzen, und zwar ein Desinteresse an Dingen, die bei den meisten Menschen eine starke Anhaftung bewirken. Es ist eine leidenschaftslose Einstellung gegenüber dem Leben. Asketen, die sämtliche Leidenschaften und Wünsche überwunden haben, werden als vairāgika bezeichnet. Etymologisch lässt sich vairāgya weiter aufspalten als vi – rañj + ghaiṋ = virága. Die Wurzel rañj bedeutet Farbe bzw. färben. Virága traduiert daher als jenseits von Farbe bzw. farblos sein. Der Zustand von virága heißt vaerágya – gemeint wird hiermit ein völliges Engagement in der Welt ohne dabei „verfärbt“ zu werden.

## Beschreibung
Vairagya ist die Abwesenheit von Gier verbunden mit der tiefen Überzeugung, dass ein rein äußerliches gelebtes Leben nicht dauerhaft glücklich macht. Bei der spirituellen Wahrheitssuche bildet Vairagya neben Viveka (Unterscheidungsvermögen), Shatsampad (Sechs Errungenschaften) und Mumukshutva (Verlangen nach Befreiung) die zweite der vier geistigen Praktiken oder Sadhanas (Sadhana-Chatushtaya – साधनचतुष्टय sādhana-catuṣṭaya).
Echte vairagya ist eine rein interne Geisteshaltung und kein nach außen gerichteter Lebensstil. Sie entspricht dem psychologischen Vorgang des Loslassens. Vairagya kann damit ebenso gut von Menschen praktiziert werden, die noch in Familie und Beruf engagiert sind (und nicht nur von Asketen). Sie impliziert auch keine unterdrückende oder ablehnende Einstellung gegenüber materiellen Dingen. Durch die Anwendung von vivek(a) (spirituelle Unterscheidungsfähigkeit oder Diskrimination) gegenüber den Erfahrungen des Lebens entwickelt der Aspirant allmählich eine starke Anziehung zum inneren spirituellen Quell von Erfüllung und Zufriedenheit, so dass andere, weitaus limitiertere Verbindlichkeiten auf natürliche Weise von ihm abfallen. Die Ausgewogenheit zwischen dem eigenen inneren, spirituellen Weg und dem Leben in der Außenwelt wird durch die Praxis gewährleistet, sämtliche begrenzten Wesenheiten als Ausdruck eines einzigen kosmischen Bewusstseins (Brahman) anzusehen.

## Hinduistische Quellen

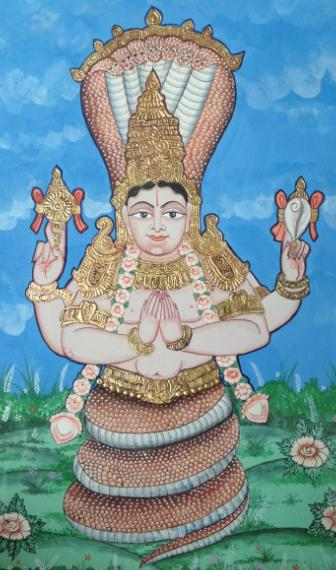
Patañjali als Avatar Adi Sheshas

Das Vairagya-Konzept taucht in den Yogasutra des Patañjali auf. Zusammen mit der Praxis von Abhyasa hat es eine Schlüsselfunktion in der Zurückhaltung der  Geistesmodifikationen (YS I. 12 – abhyāsa-vairāgyabhyāṁ tannirodhaḥ). An anderer Stelle heißt es:

„दृष्टानुश्रविकविषयवितृष्णस्य वशीकारसंज्ञा वैराग्यम्“

„dṛṣṭānuśravika-viṣaya-vitṛṣṇasya vaśīkāra-saṃjñā vairāgyam“

„Vairagya ist der Bewusstseinszustand, in dem das Verlangen nach sichtbaren und unsichtbaren Objekten aufgehört hat.“

Der Vairagya-Begriff tritt auch an drei Stellen in der Bhagavad Gita auf (6. 35, 13. 8 und 18. 52), in der er als vorzügliches Mittel angesehen wird, den ruhelosen Geist unter Kontrolle bringen zu können. Auch im Mokṣopāya oder im  Yoga-Vasishtha bildet er das Hauptthema.
Ein anderer wichtiger Text über Entsagung ist vairāgya shataka (100 Verse der Loslösung), der zur Śatakatraya-Kollektion von Bhartṛhari gehört.

## Stufen des Vairagya
In seinem Buch How to Get Vairagya führt Swami Sivananda Saraswati zur Erlangung von Vairagya folgende vier Stufen an:
- Yatamana
- Vyatireka
- Ekendriya
- Vasirara

In der anfänglichen Yatamana-Stufe wird der Verstand daran gehindert, in alte, abgenutzte Denkmuster einzurasten.
Bei der anschließenden Vyatireka-Stufe üben gewisse Gegenstände eine starke Anziehungskraft aus, so dass die bestehende Anhaftung nur unter Anstrengung abgetrennt werden kann. Langsam entwickelt sich jedoch auch gegenüber diesen Objekten Vairagya, die schließlich in ihr Reifestadium eintritt. Sollte selbst in diesem Stadium für gewisse Objekte noch immer eine verführerische Faszination bestehen, so müssen sie ohne Vorbehalte vermieden werden. In der Vyatireka-Stufe wird der Grad der Anhaftung erkennbar.
In der Ekendriya-Stufe kommen die Sinne zur Ruhe und die Sinneseindrücke sind abgeschwächt. Der Geist empfindet aber gegenüber Objekten noch Raga oder Dvesha (Vorliebe oder Abneigung). Der Geist ist jetzt somit der einzige, unabhängig funktionierende Sinn.
Die Vasirara-Stufe ist die letzte und höchste Vairagya-Stufe, in der Sinnesobjekte keinerlei täuschende Einflüsse mehr ausüben. Ihre Anziehungskraft besteht nicht mehr. Die Sinne sind jetzt vollständig zur Ruhe gekommen. Auch der Geist kennt weder Vorlieben noch Abneigungen mehr. Der Praktizierende hat jetzt Herrschaft über seine Geistesfunktionen erlangt und ist sich dessen auch bewusst. Erst jetzt ist er unabhängig. Ohne Erreichen dieser Unabhängigkeit ist kein weiterer spiritueller Fortschritt möglich.
Vairagya kennt drei Intensitätsstufen:
- Manda (verschwommen)
- Tivra (intensiv)
- Tivratara (sehr intensiv)

Manda vairagya ist auf dem Weg zum Ziel nicht sehr hilfreich.